# حازم زيدان
حازم أيمن زيدان  (16 أبريل 1986-) ممثل ومخرج سوري

## حياته
ولد في العاصمة دمشق أصله من مدينة الرحيبة بريف دمشق والده الفنان أيمن زيدان وأعمامه الممثلان شادي ووائل، خريج المعهد العالي للفنون المسرحية بدمشق عام 2010، سافر إلى مصر ليدرس الإخراج السينمائي في المعهد العالي للسينما تخرج عام 2014

## مشواره المهني
دخل مجال التمثيل تأثرا بوالده ولكنها كانت رغبة شخصية منه، تعلم الكثير من الأدوات المهنية من والده بحكم تربيته في بيت فني، لكنه انفصل عنه بالكامل في سنوات دراسته في المعهد. كما شاركه في عدة أعمال تلفزيونية ومسرحية في طفولته وشبابه

### حياته الأسرية
تزوج في شهر أبريل عام 2014 من الممثلة المصرية الشابة نهى عابدين التي كانت تدرس معه في نفس الأكاديمية، في شهر ديسمبر 2014 رزق منها بمولوده الأول  أيمن الذي سماه على اسم والده لكنهما انفصلا عام 2017 وبقي ابنه في حضانه والدته. تزوج مرة أخرى من الفنانة لمى بدور في شهر أكتوبر عام 2024.

## أعماله

### مسلسلات
2024:العميل
- 2024: لعبة حب
- 2021: الروليت
- 2021: أسرار
- 2021: الكندوش
- 2020: أحلى أيام
- 2018: وهم
- 2017: أحمد بن حنبل
- 2016: العراب - تحت الحزام
- 2015: العراب - نادي الشرق
- 2014: شارع عبد العزيز 2
- 2012: أيام الدراسة
- 2012: إمام الفقهاء
- 2012: عمر
- 2012: سوق الورق
- 2012: أيام الدراسة ج2
- 2011: دليلة والزيبق 2
- 2011: أيام الدراسة ج1[10]
- 2010: بقعة ضوء7[11]
- 2009: أصوات خافتة
- 2008 :مواسم الخطر
- 2002 :هولاكو
- 1995: يوم بيوم
- 1995: الكاميرا الخفية

### في السينما
- 2010: مطر أيلول[12]
- 2011: فيلم
- 2012: ليلى والذئاب[13]
- 2018: السابعة والربع مساء

### في المسرح
- 2019: الحكايا الثلاث
- 2018: فابريكا
- 2018: برلمان[14]
- 2010: راجعين
- 2010: مهاجر بريسان[15]
- 2008: سوبر ماركت[16]

### في الإخراج
- 2018: العين الساحرة (فيلم)
- 2015: سوبر ماركت[17]
- 2014؛ هامليت تي في: إعلان دعائي لوظيفة اتصالات
- 2013: ينتظر (فيلم)
- 2013 : فيلم رعب (Horror movie)
- 2012: المطبعة (فيلم)

### تقديم البرامج
- 2019: First cut: قناة لنا بلس

## روابط خارجية
- حازم زيدان على موقع قاعدة بيانات الأفلام العربية